# Escolca
Escolca (sardinsky: Iscròca) je italská obec (comune) v provincii Sud Sardegna v regionu Sardinie. Nachází se ve výšce 416 metrů nad mořem a má 544 obyvatel. Rozloha obce je 14,76 km².